# 御坊市立図書館
御坊市立図書館（ごぼうしりつとしょかん）は、和歌山県御坊市薗にある公立図書館。日高郡立図書館として創立し、1987年（昭和62年）にコンピュータを導入した現行館となった。2015年（平成27年）より「やすまんせ」と称する無料託児サービスを実施している。

## 歴史

### 郡立から町立へ（1913-1951）
日高郡立図書館として1913年（大正2年）6月に開館し、日高郡御坊町の日高郡会議事堂の中に設置された。同年同月には有田郡立図書館（現・湯浅町立図書館）も開館しているが、有田郡立図書館は1908年（明治41年）6月に紀伊教育会有田郡支会が有田郡教育品陳列場を設置し、図書や標本などを展示し一般の住民に縦覧させるなど、図書館に準じた活動をしていた前史がある。日高郡立図書館は南部町（現・みなべ町）に分館を設置し、巡回文庫も実施するなど積極的な活動を行った。1921年（大正10年）3月時点の蔵書数は6,241冊で、金額に換算すると6,611円であった。御坊市立図書館が所蔵する『南紀徳川史』、『広文庫』、『燕石十種』、『続々群書類従』、『国民文庫』、『甲子夜話』、『平田篤胤全集』といった貴重書群は、すべて郡立図書館から継承したものである。
郡制廃止に伴い郡立図書館も閉館することになり、地元の御坊町が蔵書一式を無償で引き受け、施設もそのまま日高郡会議事堂を借用した。これは1924年（大正13年）10月のことであり、この時御坊町立図書館に改称した。1932年（昭和7年）時点の蔵書数は6,900冊、閲覧者数は3,162人、閲覧冊数は4,730冊であり、1935年（昭和10年）には閲覧者数は9,845人、閲覧冊数は18,591冊に増加した。1938年（昭和13年）9月には中町清交会館に分館を設置し、図書300冊を配架した。
1944年（昭和19年）、御坊町役場内の町会議場へ図書を移し図書館も移転したが、利用者は少なかったという。『御坊市史』では児童・青年向けの文学書が少なく、新規購入図書がほとんどないことや図書館が役場の一角という立地で町民がなじめなかったことが要因であるとしている。和歌山県の統計によれば1948年（昭和23年）の蔵書数は4,358冊、1950年（昭和25年）は2,991冊と減少しているが、これでも和歌山県内の市町村立図書館では田辺市立図書館に次ぐ県内第2位の数値であった。

### 町立から市立へ（1951-1986）
1951年（昭和26年）10月、自治体警察の廃止に伴い、空き庁舎となっていた旧御坊町警察庁舎（薗378番地の1、現館所在地）へ御坊町公民館とともに移転した。移転して間もない1953年（昭和28年）7月には紀州大水害に見舞われて多くの蔵書が泥水に浸かり除籍せざるを得なくなったほか、建物も被災したため御坊町教育委員会とともに御坊町立御坊小学校講堂へ移転を余儀なくされた。移転先が狭かったことや、災害復旧費で新規購入図書を多数購入したためそれを整理する必要があったことから、閲覧・貸出業務は休止した。1954年（昭和29年）に御坊町は周辺村と合併して御坊市となり、図書館も御坊市立図書館に改称したが、一般利用はまだ休止中であった。当時の和歌山県内の図書館について『図書館雑誌』に寄稿した熊代强は御坊市立図書館に対し「市立図書館の再建を祈る」と記している。その後、市立図書館は薗257番地（御坊小学校の北）へ教育委員会・公民館とともに移転し、閲覧・貸出業務を再開した。1954年（昭和29年）5月15日には「御坊市立図書館規則」を施行、1957年（昭和32年）12月23日に御坊市立図書館設置条例を施行している。1962年（昭和37年）度の1日平均の入館者数は53人、年間貸出冊数は11,986冊であった。
1963年（昭和38年）2月28日、旧・和歌山県立日高高等学校西館（旧制日高高等女学校の校地）へ移転、3月4日に一般の利用を開始した。しかし日高高女跡を館舎とできたのは翌1964年（昭和39年）2月28日までで、同年4月から和歌山工業高等専門学校が仮校舎とするために立ち退くこととなり、3月1日から薗257番地へ出戻りし、教育委員会との同居となった。
独立館舎が薗263番地の3に建設されたため、1967年（昭和42年）6月1日に移転、開館した。新館舎は鉄骨構造スレート葺きで面積は50坪（≒165.3 m2）であった。独立館舎を得たにもかかわらず、利用者数は移転前よりも減少してしまったが、1971年（昭和46年）頃から増加に転じた。1977年（昭和52年）度の蔵書数は16,924冊、入館者数は17,041人、貸出冊数は18,085冊であった。当時の利用者の8割は小学校から高等学校までの児童・生徒で占められ、20歳までと50代以上は女性、40代は男性の利用が多いという傾向があった。

### コンピュータ導入以降（1986-）
1986年（昭和61年）、公民館と併設の新図書館の建設が薗378番地の1（3代目館舎のあった地点）で始まり、1987年（昭和62年）6月に新装開館となった。新館は当時まだ珍しかったコンピュータを導入し、新しい運営方針も定め、市民サービスを重視した。2002年（平成14年）12月28日から翌2003年（平成15年）1月31日まで、蔵書点検と図書館の機器入れ替えを兼ねて長期休館した。長期休館明けの2003年（平成15年）2月12日、和歌山県内の図書館の蔵書情報を一括検索できる「和歌山地域コンソーシアム図書館」に参加した。同年8月26日から8月30日まで、御坊市歴史民俗資料館が保有する妖怪「烏天狗」のミイラを図書館で公開した。
2003年（平成15年）度より貸出可能冊数を4冊から5冊に増やしたところ貸出冊数の増加に成功し、2005年（平成17年）度の貸出点数は過去最多の154,000点を記録した。同年度の貸出最多図書は一般書が綿矢りさ『蹴りたい背中』、児童書が『ミッケ!2』であった。2011年（平成23年）1月16日、図書返却ポストに「仮面ライダー」を名乗る人物から「交通遺児のために」というメッセージとともに現金118,000円が入れられているのを出勤してきた図書館職員が発見した。当時、「タイガーマスク運動」が日本中で広がっており、これもその1つと見られた。2018年（平成30年）11月18日、若者の来館を促進しようとビブリオバトルを初めて開催した。これは教育・文化週間の関連行事の一環でもある。

## 利用案内
図書館は御坊市中央公民館と併設されており、その1階部分にある。建物の設計は富松建築設計事務所、施工は木村建設が手掛けた。寄贈書で構成された個人名を関する文庫を4つ保有する。図書館の利用者は60代以上の高齢者に偏っており、特に中学生から30代までの利用が突出して少ない。
JR紀勢本線（きのくに線）御坊駅から紀州鉄道線に乗り換え、市役所前駅下車、徒歩2分である。
- 開館時間：9時30分から18時30分まで（土日は17時15分まで）
  - 2018年（平成30年）度から平日の閉館時間を18時30分に延長した[35]。
- 休館日：月曜日（祝日の場合は翌日も休館）、祝日、月末（月曜日の場合は翌日も休館）、年末年始、特別整理期間
- 貸出制限：御坊市および日高郡に居住・通勤・通学する者
  - 日高郡6町には美浜町立図書館とみなべ町立図書館しかないため、2006年（平成18年）の日高郡（特に日高川町と日高町）からの利用者（実人数）は2,035人と、御坊市の3,164人に迫っている[36]。
- 貸出可能点数：5点（うちCD・ビデオ・DVDは2点まで）
- 貸出可能期間：本・紙芝居・雑誌=2週間、CD・ビデオ・DVD=1週間
- 返却場所：図書館カウンター、ブックポスト
- 団体貸出、図書館間相互貸借、質問回答サービス、予約・リクエスト、複写、公衆無線LAN（WAKAYAMA FREE Wi-Fi）が利用可能。
  - 御坊市の男性らが結成した読み聞かせボランティア「よみきかせオヤジの会」が団体貸出を利用している[37]。

## 主な取り組み

### ごぼうあれこれミニ講座
図書館主催の講座として2000年（平成12年）前後に毎年開催していた。「ごぼうあれこれ」と銘打っているようにさまざまなテーマを扱い、2001年（平成13年）は8月に、父や夫が太平洋戦争に出征し残された女性が戦争体験を語る会を、11月に建築士が解説しながら市街地に残る昭和初期の西洋建築などを巡る探索会を開催した。

### やすまんせ
2015年（平成27年）5月1日から有田郡広川町の子育て応援ユニットHML（ハッピーママライフ）と協同して「やすまんせ 託児つきパパとママのための読書時間」と称する無料の託児サービスを開始した。これはHMLからの提案で実現したもので、毎月第1金曜日に午前10時から11時30分まで先着5人の0 - 3歳児を図書館と同居する公民館で預かり、保護者に図書館で読書をするなど自由に過ごしてもらおうという取り組みである。子供の世話をするのは「カラフルスマイル」と「託児サポートCOCCO」のメンバーである。子供たちには、読み聞かせや、子供の好みに応じた絵本を司書が選書するというサービスが提供される。
2015年（平成27年）度は61人、2016年（平成28年）度は56人が利用した。「パパとママのための」と銘打っているが、この2年間の間に利用したのは全員が母親で、父親の利用はまだないという。